# Sachalin (Włochy)
Sachalin – przysiółek wsi Włochy w Polsce, położony w województwie świętokrzyskim, w powiecie pińczowskim, w gminie Pińczów. 
W latach 1975–1998 przysiółek należał administracyjnie do województwa kieleckiego.